# Zeitlofs
Zeitlofs – gmina targowa w Niemczech, w kraju związkowym Bawaria, w rejencji Dolna Frankonia, w regionie Main-Rhön, w powiecie Bad Kissingen. Leży w Rhön, około 30 km na północny zachód od Bad Kissingen, nad rzeką Sinn, przy linii kolejowej Fulda – Würzburg i Wildflecken - Gemünden am Main.

## Polityka
Wójtem jest Wilhelm Friedrich z CSU. Rada gminy składa się z 14 członków:
|      | CSU/Wolni Obywatele | Wolna Grupa Wyborców Einheitsgemeinde Zeitlofs | Razem     |
| 2002 | 8                   | 6                                              | 14 miejsc |

## Zabytki i atrakcje
- zamki w Zeitlofs oraz dzielnicach Weißenbach i Roßbach
- zbór ewangelicki z XVIII wieku

## Osoby urodzone w Zeitlofs
- Edmund Ratz (ur. 1933), teolog, arcybiskup ewangelicko-luterański Rosji, Ukrainy i Kazachstanu
- Ernst Steiner (1885 – 1942), teolog